# Герб Шкільного
Герб Шкільного — оофіційний символ селища Шкільне (Сімферопольського району АРК), затверджений рішенням Шкільненської селищної ради від 23 серпня 2007 року.

## Опис герба
У синьому полі окантоване сріблом червоне вістря в перев'яз праворуч, на якому срібний голуб летить до срібної 4-променевої зірки (лівий промінь більший за інші), вгорі — срібний супутник летить вправо, знизу — золота лаврова гілка.

## Зміст символів
Символіка герба відбиває історію селища як регіонального центра космічного зв'язку з першим супутником Землі. Голуб, що летить до зірок, означає зв'язок з космосом, а супутник і лаврова гілка символізують славу космічних першопрохідників.